# Rina Bolak (Onan Runggu)
Rina Bolak is een bestuurslaag in het regentschap Samosir van de provincie Noord-Sumatra, Indonesië. Rina Bolak telt 609 inwoners (volkstelling 2010).